# Andelskrone
Andelskronen er et tal, som bestemmer, hvad det maksimalt koster at erhverve et andelsbevis i en andelsboligforening. Ved erhvervelsen af andelsbeviset, har man som udgangspunkt lov til at bo i en af foreningens boliger.
Den maksimale salgspris af den enkelte andel bestemmes som følger: (Andelskronen * Oprindeligt indskud for andelen) + Forbedringer i boligen
Andelskronen varierer i hovedregelen i størrelse på samme måde og efter samme mønster som priserne på det øvrige boligmarked. Der er dog stadig en del andelsboligforeninger, der fastholder en lav andelskrone, der ikke modsvarer markedsprisen. Dette sikrer, at nye købere ikke risikerer at blive teknisk insolvente, i tilfælde af større renoveringsarbejder eller lavere boligvurderinger.